# 부산 노포동 고분군
부산 노포동 고분군(釜山 老圃洞 古墳群)은 부산광역시 금정구 노포동에 있는 삼국시대의 고분군이다. 1996년 5월 25일 부산광역시의 기념물 제42호 노포동고분군으로 지정되었다가, 2014년 9월 3일 노포동 고분군으로 명칭이 변경되었다.

## 개요
부산광역시 금정구 해발 60~80m의 구릉 경사면 기슭에 있는 원삼국시대 후기의 무덤들이다.
학술 발굴조사를 통해 무문토기시대 집자리 2기, 널무덤(토광묘) 45기, 독무덤(옹관묘) 6기, 덧널무덤(목곽묘)이 확인되었다. 무덤유적은 집자리유적을 파괴하여 형성된 것으로, 왜래문화에 의해 만들어진 것으로 보여진다.
토기류 134점, 철기류 263점, 구슬류 433점, 석기 4점을 비롯해 834점이 출토되었다. 토기류는 와질토기가 주류를 이루며, 도질토기가 나타나는 현상을 보여주어 도질토기의 발생시기를 알려준다.
노포동 유적은 무덤와 출토유물을 통해 전·후기로 나누어지는데, 그 기준은 대형덧널무덤(목곽묘)의 등장과 고리자루큰칼(환두대도), 철기의 다양화와 증가, 단조기술의 발달, 도질토기의 출현으로 보고 있다. 전기는 3세기 중엽으로 보며, 후기는 3세기 후반에서 4세기 초의 지배계층의 무덤으로 추정된다.
노포동 유적은 부산지역에 외래문화의 수용을 통해 사회의 성장과 변화를 보여주며, 고대국가의 발생과 전개과정을 밝혀주는 중요한 유적이다.

## 참고 자료
- 부산 노포동 고분군 - 국가유산청 국가유산포털